# Vern Mikkelsen
Arild Verner Agerskov Mikkelsen, detto Vern (Parlier, 21 ottobre 1928 – Wayzata, 21 novembre 2013), è stato un cestista, allenatore di pallacanestro e dirigente sportivo statunitense, professionista nella NBA e nell'ABA.

## Carriera
Venne selezionato dai Minneapolis Lakers come scelta territoriale del Draft BAA 1949.
Mikkelsen giocò 699 partite sulle 704 possibili di regular season durante le sue 10 stagioni in NBA, e nel 1959 divenne il sesto giocatore della storia a superare i 10.000 punti segnati in carriera. 
Detiene il record di sempre per numero di partite in cui è uscito per aver superato il numero consentito di falli con 127, in sole 631 partite (l'NBA non conteggiava questa statistica nella sua prima stagione).

## Statistiche
| † | Denota le stagioni in cui ha vinto il titolo |
| * | Primo nella lega                             |

### Giocatore
NBA

#### Regular Season
| Anno       | Squadra            | PG  | PT | MP   | TC%  | 3P% | TL%  | RP   | AP  | PRP | SP | PP   |
| ---------- | ------------------ | --- | -- | ---- | ---- | --- | ---- | ---- | --- | --- | -- | ---- |
| 1949-1950† | Minneapolis Lakers | 68  | -  | -    | 39,9 | -   | 75,2 | -    | 1,8 | -   | -  | 11,6 |
| 1950-1951  | Minneapolis Lakers | 64  | -  | -    | 40,2 | -   | 67,6 | 10,2 | 2,8 | -   | -  | 14,1 |
| 1951-1952† | Minneapolis Lakers | 66* | -  | 35,5 | 41,9 | -   | 76,1 | 10,3 | 2,7 | -   | -  | 15,3 |
| 1952-1953† | Minneapolis Lakers | 70  | -  | 35,2 | 43,5 | -   | 75,2 | 9,3  | 2,1 | -   | -  | 15,0 |
| 1953-1954† | Minneapolis Lakers | 72  | -  | 31,2 | 37,4 | -   | 74,2 | 8,5  | 1,7 | -   | -  | 11,1 |
| 1954-1955  | Minneapolis Lakers | 71  | -  | 36,0 | 42,2 | -   | 74,7 | 10,2 | 2,0 | -   | -  | 18,7 |
| 1955-1956  | Minneapolis Lakers | 72  | -  | 29,2 | 38,6 | -   | 80,4 | 8,4  | 2,4 | -   | -  | 13,4 |
| 1956-1957  | Minneapolis Lakers | 72* | -  | 30,5 | 37,7 | -   | 80,7 | 8,8  | 1,7 | -   | -  | 13,7 |
| 1957-1958  | Minneapolis Lakers | 72* | -  | 33,2 | 41,0 | -   | 78,6 | 11,2 | 2,3 | -   | -  | 17,3 |
| 1958-1959  | Minneapolis Lakers | 72* | -  | 29,7 | 39,0 | -   | 80,6 | 7,9  | 2,2 | -   | -  | 13,8 |
| Carriera   | Carriera           | 699 | -  | 32,5 | 40,3 | -   | 76,6 | 9,4  | 2,2 | -   | -  | 14,4 |

### Play-off
| Anno     | Squadra            | PG  | PT | MP   | TC%  | 3P% | TL%  | RP   | AP  | PRP | SP | PP   |
| -------- | ------------------ | --- | -- | ---- | ---- | --- | ---- | ---- | --- | --- | -- | ---- |
| 1950†    | Minneapolis Lakers | 12* |    |      | 36,9 | -   | 76,7 | -    | 1,5 | -   | -  | 13,0 |
| 1951     | Minneapolis Lakers | 7   |    |      | 40,6 | -   | 66,0 | 9,6  | 2,4 | -   | -  | 15,6 |
| 1952†    | Minneapolis Lakers | 13  |    | 38,1 | 43,2 |     | 82,8 | 8,5  | 1,5 |     |    | 13,3 |
| 1953†    | Minneapolis Lakers | 12* |    | 33,3 | 33,1 |     | 84,8 | 8,7  | 2,0 | -   | -  | 12,0 |
| 1954†    | Minneapolis Lakers | 13* |    | 28,8 | 45,9 |     | 86,1 | 5,6  | 1,3 |     |    | 10,2 |
| 1955     | Minneapolis Lakers | 7   |    | 29,9 | 35,3 |     | 78,3 | 11,1 | 1,9 |     |    | 13,7 |
| 1956     | Minneapolis Lakers | 3   |    | 30,0 | 42,3 |     | 90,0 | 5,7  | 0,7 |     |    | 13,3 |
| 1957     | Minneapolis Lakers | 5   |    | 32,4 | 39,8 |     | 64,7 | 8,6  | 3,4 |     |    | 17,6 |
| 1959     | Minneapolis Lakers | 13* |    | 28,5 | 41,2 |     | 76,7 | 7,2  | 1,8 |     |    | 15,5 |
| Carriera | Carriera           | 85  |    | 31,8 | 39,6 |     | 78,3 | 8,0  | 1,8 | -   | -  | 13,4 |

### Allenatore

#### ABA
| Stagione | Squadra          | Regular Season | Regular Season | Regular Season | Regular Season | Regular Season   | Post Season |
| Stagione | Squadra          | V              | P              | % V            | G              | Posizione finale | Post Season |
| -------- | ---------------- | -------------- | -------------- | -------------- | -------------- | ---------------- | ----------- |
| 1968-69  | Minnesota Pipers | 6              | 6              | 50,0           | 12             |                  |             |
|          | Carriera ABA     | 6              | 6              | 50,0           | 12             |                  |             |

## Palmarès
- Campionato NBA: 4

Minneapolis Lakers: 1950, 1952, 1953, 1954
- 4 volte All-NBA Second Team (1951, 1952, 1953, 1955)
- 6 volte NBA All-Star (1951, 1952, 1953, 1955, 1956, 1957)